# インド古典詩の韻律
インド古典詩の韻律（インドこてんしのいんりつ）では、サンスクリットやプラークリットの詩の韻律について記述する。音節数および音節の長短による韻律と、モーラ数による韻律の2種類がある。前者はヴェーダの韻律から発展したものだが、その内容はかなり異なっている。後者は新たに発達したもので、プラークリットでより一般的に用いられる。

## 概要
インドの古典詩は複数の詩節から構成され、1つの詩節は句（パーダ）の集まりから構成される（通常は4句で1詩節をなす）。
西洋古典詩と同様、音節には長短の区別がある。短い（軽い）音節は1モーラ(mātrā)、長い（重い）音節は2モーラと数えられる。
- 母音が長いとき、および母音が短くても閉音節のとき（普通は後ろに複数の子音が続く場合。アヌスヴァーラやヴィサルガを含む。語境界は無視する）、その音節は長い（guru、ग (g) と略す）。
- それ以外のとき、その音節は短い（laghu、ल (l) と略す）。

最後の音節は実際の長さとは無関係に常に長い（2モーラ）ものとして扱われることがある。
なお、インドの古典詩では脚韻をふむ必要はない。

## 音節数による韻律
音節数とその長短によって定められる韻律はヴリッタ(vṛtta)と呼ばれる。ヴェーダの韻律から発展したものであるが、規則がより厳密化している。

### ガナ
音節数による韻律では、3音節の集まりをガナ(gaṇa)と呼ぶ。ガナは以下の8種類があり、記憶を容易にするためにそれぞれ1子音字が割りあてられている。
| 名称 | य (y)  | र (r)  | त (t)  | भ (bh) | ज (j)  | स (s)  | म (m)  | न (n)  |
| 長短 | 短長長 | 長短長 | 長長短 | 長短短 | 短長短 | 短短長 | 長長長 | 短短短 |

これらの文字を覚えるために「yamātārājabhānasalagāḥ」という符丁を使用する。この符丁の「y」からはじまる3音節は「yamātā」で短長長、「m」からはじまる3音節は「mātārā」で長長長という具合になる。
これらを使用して、たとえばインドラヴァジュラーという韻律（11音節、長長短長長短短長短長長）は、前から3音節ずつ取って「त त ज ग ग (t t j g g)」と覚えることができる。

### シュローカ
シュローカは8音節4句からなる。句の前半4音節と最後の音節は長短がはっきり決まっていない。5-7音節は原則として奇数句で短長長、偶数句で短長短になる。アヌシュトゥブとも呼ばれ、実際にヴェーダの韻律のアヌシュトゥブから発達したものだが、ヴェーダのものとは長短に関する規則が異なっている。また、ヴェーダではアヌシュトゥブはガーヤトリー（8音節3句）やトリシュトゥブ（11音節4句）よりも頻度が低い。
シュローカはインド古典詩でもっとも一般的な韻律であり、また『ラーマーヤナ』『マハーバーラタ』のような叙事詩で主に使われる韻律でもある。

### 奇数句と偶数句が同じ韻律のもの
シュローカ以外にも多くの韻律があり、11音節（トリシュトゥブ）や12音節（ジャガティー）のものはヴェーダ以来比較的多く使われている。シュローカと異なり、すべての音節について長短が決まっている。音節数が多いものは通常特定の位置にカエスーラ(yati)を持つ。
すべての句が同じ形をしている韻律をサマ・チャトゥシュパディー(samacatuṣpadī)あるいはサマ・ヴリッタと呼ぶ。以下の表では「/」でカエスーラを表す。非常に多くの韻律が定義されているが、ここでは Macdonnel (1927) およびCoulson (1976) にあげられているもののみを示す。
| 音節数          | 名前             | 長短 (ガナ名による表現)                                       |
| --------------- | ---------------- | ------------------------------------------------------------- |
| 11 (triṣṭubh)   | indravajrā       | 長長短長長短短長短長長 (t t j g g)                            |
| 11 (triṣṭubh)   | upendravajrā     | 短長短長長短短長短長長 (j t j g g)                            |
| 11 (triṣṭubh)   | upajāti          | indravajrā または upendravajrā                                |
| 11 (triṣṭubh)   | śālinī           | 長長長長/長短長長短長長 (m t t g g)                           |
| 11 (triṣṭubh)   | rathoddatā       | 長短長短短短長短長短長 (r n r l g)                            |
| 12 (jagatī)     | vaṃśastha        | 短長短長長短短長短長短長 (j t j r)                            |
| 12 (jagatī)     | indravaṃśā       | 長長短長長短短長短長短長 (t t j r)                            |
| 12 (jagatī)     | vaṃśamālā        | indravaṃśā または vaṃśastha                                   |
| 12 (jagatī)     | drutavilambita   | 短短短長短短長短短長短長 (n bh bh r)                          |
| 14 (śakvarī)    | vasantatilakā    | 長長短長短短短長短短長短長長 (t bh j j g g)                   |
| 15 (atiśakvarī) | māliṇī           | 短短短短短短長長/長短長長短長長 (n n m y y)                   |
| 17 (atyaṣṭi)    | śikhariṇī        | 短長長長長長/短短短短短長長短短短長 (y m n s bh l g)          |
| 17 (atyaṣṭi)    | hariṇī           | 短短短短短長/長長長長/短長短短長短長 (n s m r s l g)          |
| 17 (atyaṣṭi)    | mandākrāntā      | 長長長長/短短短短短長/長短長長短長長 (m bh n t t g g)         |
| 19 (atidhṛti)   | śārdūlavikrīḍita | 長長長短短長短長短短短長/長長短長長短長 (m s j s t t g)       |
| 21 (prakṛti)    | sragdharā        | 長長長長短長長/短短短短短短長/長短長長短長長 (m r bh n y y y) |

### 奇数句と偶数句が異なる韻律のもの
韻律が奇数句と偶数句で異なる場合をアルダサマ・チャトゥシュパディー(ardhasamacatuṣpadī)あるいはアルダサマ・ヴリッタと呼ぶ。奇数句に対して長い音節をひとつ挿入することで偶数句が作られるものが多い。
プシュピターグラー(puṣpitāgrā)がもっともよく使われる。プシュピターグラーはアウパッチャンダシカ(aupacchandasika)、アパラヴァクトラはヴァイターリーヤ(vaitālīya)とも呼ばれるが、実際にはこれらは音節数とモーラ数の折衷的な韻律である。
| 名前        | 音節数       | 長短 (ガナ名による表現)                |
| ----------- | ------------ | -------------------------------------- |
| viyoginī    | 10（奇数句） | 短短長短短長短長短長 (s s j g)         |
| viyoginī    | 11（偶数句） | 短短長長短短長短長短長 (s bh r l g)    |
| mālabhāriṇī | 11（奇数句） | 短短長短短長短長短長長 (s s j g g)     |
| mālabhāriṇī | 12（偶数句） | 短短長長短短長短長短長長 (s bh r y)    |
| aparavaktra | 11（奇数句） | 短短短短短短長短長短長 (n n r l g)     |
| aparavaktra | 12（偶数句） | 短短短短長短短長短長短長 (n j j r)     |
| puṣpitāgrā  | 12（奇数句） | 短短短短短短長短長短長長 (n n r y)     |
| puṣpitāgrā  | 13（偶数句） | 短短短短長短短長短長短長長 (n j j r g) |

### すべての句が異なるもの
韻律上すべての句が異なっているものをヴィシャマ・ヴリッタ(viṣamavṛtta)と呼ぶ。

## モーラ数による韻律
モーラ数による韻律はジャーティ(jāti)と呼ばれる。この韻律ははじめ中期インド・アーリア語で伝えられた仏教やジャイナ教の経典に使われ、サンスクリットではパタンジャリ（紀元前2世紀ごろ）にはじめて見られる。
通常4モーラをガナとする。ガナには長長・長短短・短短長・短短短短・短長短の5種類があるが、最後の短長短は出現箇所が決まっている。音節による韻律のガナが単なる記憶の補助に過ぎないのに対し、モーラ数による韻律ではガナは西洋の韻文における韻脚に相当する機能をもつ。
アーリヤー(Āryā)は2つの句から構成され、1句めは30モーラ、2句めは27モーラから構成される。第1句は4モーラからなるガナが7つと、最後に1音節（2モーラと勘定されるが、実際には長短を問わない）から構成される。第3ガナの後にカエスーラが置かれる。短長短のガナについては制約があり、奇数番目のガナでは使ってはならない。第6ガナは短長短または短短短短のいずれかでなければならない。2句めも1句めと基本的に同じだが、第6ガナが1モーラのみ（短）になるため、3モーラ少なくなる。
アーリヤー以外の韻律には Udgīti (27 + 30)、Upagīti (27 + 27)、Gīti (30 + 30)、Āryāgīti / Skandhaka (32 + 32、アーリヤーの第1句と同じだが、句の最後が2モーラではなく4モーラになる。句の最後の音節は常に長いとみなされるため、長長または短短長の2種類が許される) などがある。
モーラによる韻律は古典以降の詩でも用いられている。たとえばアパブランシャおよび現代インド諸言語の詩で使われるドーハー(dohā)という韻律は4句からなるが、奇数句が13モーラ、偶数句が11モーラから構成され、偶数句末で脚韻をふむ。またヒンディー語の詩でもっともよく使われるチョーパーイー(caupāī)は16モーラの句4つから構成される。